# 獨立鎮區 (愛荷華州帕洛阿爾托縣)
獨立鎮區（英語：Independence Township）是位於美國愛荷華州帕洛阿爾托縣的一個行政鎮區。

## 地方資料
根據2010年美國人口普查的數據，獨立鎮區的面積為91.11平方千米，當中陸地面積為91.11平方千米，而水域面積為0.00平方千米。當地共有人口129人，而人口密度為每平方千米1.42人。